# Богомольский, Егор Александрович
Егор Александрович Богомольский (бел. Ягор Аляксандравіч Багамольскі; род. 3 июня 2000, Минск) — белорусский футболист, нападающий сборной Беларуси.

## Клубная карьера

### Начало карьеры
Футболом начинал заниматься в минском СДЮШОР «Фортуна», первый тренер — Сергей Романовский. Перешёл в футбольную школу «Динамо-Минск», где успешно выступал за юношеские составы (золото юношеских чемпионатов 2015/16 и 2016/17). В 2017 году дебютировал за дублирующий (молодёжный) состав «Динамо-Минск», а с которым в сезоне 2018/19 выиграл первенство дублёров. В 2019 году начал привлекаться к игре в основном составе «Динамо-Минск», но в августе решил перейти в «Динамо-Брест». В новом клубе выступал в основном за дублирующий состав, несколько раз оказываясь в заявке основной команды и только один раз выйдя на поле (заменив Дениса Лаптева на 89 минуте в матче против ФК «Минск»). В сезоне 2020 был отправлен в аренду в ФК Рух, где стал стабильным игроком основы, хотя и чаще всего выходил на поле с замены. После окончания сезона, в январе 2021 года, перешёл в состав Руха в качестве свободного агента.

### «Минск»
В марте 2021 года перешёл на правах аренды в «Минск». Дебютировал за клуб 6 марта 2021 года в Кубке Беларуси против «Ислочи». В Высшей Лиге за клуб дебютировал 13 марта 2021 года против солигорского «Шахтёра». Свой первый гол забил 17 апреля 2021 года в ворота «Немана». В начале декабря вернулся в брестский «Рух».
В марте 2022 года официально перешёл в «Минск». 18 марта 2022 года сыграл в матче 1 тура Высшей Лиги против минского «Динамо» как полноценный игрок команды. Первый гол в сезоне забил 3 апреля 2022 года против «Витебска». В матче против «Торпедо-БелАЗ» 9 апреля 2022 года забил второй подряд гол в сезоне, который стал победным в игре. Свой третий подряд гол забил 15 апреля 2022 года против «Слуцка». В матче 15 июля 2022 года против «Гомеля» отличился дублем.

### «Нефтчи» Баку
В июле 2022 года появилась информация, что футболист перейдёт в азербайджанский «Нефтчи». Официально 20 июля 2022 года перешёл в азербайджанский «Нефтчи». Дебютировал за клуб 21 июля 2022 года в матче второго квалификационного раунда Лиги конференций УЕФА против лимасольского «Ариса», выйдя на замену на 87 минуте. В азербайджанской Премьер-лиге дебютировал 7 августа 2022 года в матче против клуба «Шамахы». Свой дебютный гол за клуб забил 14 августа 2022 года в матче против «Кяпаза». Вместе с клубом вышел в финал Кубка Азербайджана, в ответном полуфинальном матче 26 апреля 2023 года одержав победу над товузским «Тураном», где футболист на 8 добавочной минуте отдал победную голевую передачу. По итогу сезона футболист завоевал бронзовые медали азербайджанской Премьер-лиги. Вместе с клубом стал серебряным призёром Кубка Азербайджана, где в финале 3 июня 2023 года уступили клубу «Габала».
В сезоне 2024/2025 Богомольский провел 14 матчей чемпионата и Кубка Азербайджана, в которых отметился 3 голами. По окончании сезона покинул клуб в связи с истечением срока действия контракта.
В июне 2025 года заключил двухлетний контракт с клубом «Зиря» из Азербайджана. В сезоне-2024/2025 новая команда Богомольского стала серебряным призером чемпионата страны и получила право выступить в квалификации Лиги конференций.

## Карьера в сборной
Провёл 3 матча за молодёжную сборную Беларуси в рамках отбора на Чемпионат Европы 2021 (U-21). Вышел в стартовом составе против Португалии и Нидерландов и Кипра, в первых двух матчах провел на поле всё время, в третьем был заменён после первого тайма. Голов не забил..
В мае 2022 года вызван в национальную сборную Беларуси. Дебютировал за сборную 10 июня 2022 года в Лиге наций УЕФА против Казахстана.

## Достижения
«Динамо-Брест»
- Чемпион Беларуси: 2019